# Sultan Uways
Sultan Uways ibn Shah Shuja (+ 1380) fou un príncep muzaffàrida, fill gran i presumpte hereu del seu pare Shah Shuja ibn Mubariz al-Din Muhammad.
El 1374 Sultan Uways es va revoltar (no obertament) contra el seu pare rebent cert suport del seu oncle Kutb al-Din Shah Mahmud. Aspirava a dominar Kirman i va falsificar una carta del seu pare en que intimava al governador Pahlawan Asad a cedir-li el territori. Per un moment Sultan Uways va dominar Siraz on es trobava. Després, en aliança amb els awghanis va sortir cap a Kirman, però conscient que la rebel·lio no es podia sostenir ja que ni Pahlawan Asad estava disposat a entregar-li el govern ni els awghanis tenien prou força per conquerir Kirman, va fugir i es va refugiar amb el seu oncle.
Mort Shah Mahmud el 13 de març de 1375, Shah Shudja va ocupar la capital d'aquest, Esfahan, sense lluita i Sultan Uways es va sotmetre. No va participar en l'expedició a Tabriz (tardor del 1375) per haver-se trencat la cama d'una caiguda. No se sap que va fer els següents anys però si se sap que es va posar malalt i va morir vers el 1380.
La successió del principat muzaffàrida va recaure finalment (1384) en el segon fill Zayn al-Abidin Ali designat pel seu pare al llit de mort però ja presumpte hereu quan encara Sultan Uways no s'havia revoltat. El fill de Sultan Uways, Sultan Abu Ishak va governar més tard Sirjan sota sobirania dels timúrides (1387-1393) que finalment el van executar.